# Horizon (BLØF)
Horizon is een nummer van de Nederlandse band BLØF uit 2021. Het is de eerste single van het album Polaroid, waarop het lied als eerste track te vinden is.
Met "Horizon" wilden de mannen van BLØF een positieve boodschap meegeven tijdens de coronapandemie. "We blijven positief en we blijven doorgaan. Achter die horizon ligt vast weer genoeg moois," zo liet de band weten. "Dat gevoel van hoop en verwachting willen we vasthouden en overbrengen." Het nummer bereikte de 35e positie in de Nederlandse Top 40, en de 2e positie in de Vlaamse Tipparade.